# Expérience
Pour les articles homonymes, voir Expérience (homonymie).
 (mars 2017).
Si vous disposez d'ouvrages ou d'articles de référence ou si vous connaissez des sites web de qualité traitant du thème abordé ici, merci de compléter l'article en donnant les références utiles à sa vérifiabilité et en les liant à la section « Notes et références ».
L'expérience est la connaissance acquise à travers l'interaction avec l'environnement.
Une expérience est un enchaînement d'événements dont on peut tirer une leçon par un retour d'expérience. La connaissance issue de l'expérience s'oppose à celle qui relève d'une élaboration théorique.
L'expérience d'une personne est l'ensemble des savoirs qu'elle a acquis par la pratique, et non seulement par un enseignement formel. Lorsque cette connaissance est socialement partagée et construite dans l'intersubjectivité, il s'agit d'expérience sociale.
En philosophie, l'expérience est un concept central du pragmatisme, par opposition aux doctrines idéalistes qui supposent une connaissance a priori.
Une expérience scientifique est une interaction avec l'environnement destinée à vérifier une hypothèse dans le cadre d'une théorie réfutable. L'observateur définit et note précisément les conditions de réalisation afin qu'elle soit reproductible. La méthode scientifique codifie des règles d'expérimentation, l'épistémologie étudie leur validité.

## Vie sociale
On peut distinguer deux sens au mot expérience, selon qu'on l'emploie avec un article indéterminé, comme dans la phrase « avez-vous de l'expérience ? », ou avec un article déterminé, comme dans la phrase « ce voyage a été une expérience fabuleuse ». La philosophie s'est plus intéressée au premier sens.

### Une expérience
Une expérience, marquée rétrospectivement par une complétude, avec un début et une fin, se constitue à partir d'une qualité particulière qui permet cette unité : on pourra ainsi parler d'une expérience esthétique, émotionnelle , mystique, etc. Les conclusions ou le savoir, élaboré ou non, découlent de la réflexion sur cet enchaînement d'évènements du point de vue de la qualité en jeu. La notion d'expérience peut ainsi servir à décrire des comportements sociaux basés sur des principes culturels et sociaux variés, alors qu'ils se déroulent dans un même contexte, ou sont ceux d'une même personne.
Un courant artistique peut présenter le résultat d'une expérience, qui en sera aussi une pour son public : cinéma expérimental, littérature expérimentale. L'esthétique expérimentale « répond avant tout au souci d'éviter les prises de position arbitraires » quant aux principes de la réception des œuvres. Le terme « expérience » se réfère ici à l'expérience scientifique, visant à vérifier une hypothèse.
Le retour d'expérience est un exercice de bilan collectif afin de partager les conclusions après une action et d'enrichir les connaissances sur ce sujet par la confrontation des points de vue des participants.

### L'expérience
On nomme expérience la somme des connaissances accumulées par un individu durant sa vie.
En gestion des ressources humaines, on traite assez indistinctement les compétences accumulées par la pratique, qu'un bilan de compétences peut expliciter, et l'expérience professionnelle, telle qu'elle ressort d'un curriculum vitæ. Une compétence est la capacité à effectuer une tâche ou a assumer un rôle déterminés, que l'on peut évaluer par des essais ou des examens ; l'expérience, comme la créativité, concerne autant l'inconnu que le connu. La validation des acquis de l'expérience permet de valoriser par un diplôme une expérience professionnelle.
L'expérience est plus largement la partie du vécu d'une personne liée à ses prises de risques, pouvant aller jusqu'à la blessure, au traumatisme[réf. souhaitée].

## Sciences sociales

### phénoménologie sociologique
Selon le sociologue autrichien Alfred Schütz, les perceptions qu'ont les gens en matière d'expérience sociale varient selon le point de vue, le contexte et la position de chacun. Il postule que les gens sont experts de leur propre vie quotidienne, que le sens commun leur est utile et efficace et qu'ils sont peu portés à remettre en question leurs présupposés, ainsi que l'idée que le monde social leur apparaît comme étant d'emblée organisé, comme « allant de soi » : 

« Le sens de notre expérience du monde social change selon le niveau du monde (ou point de vue) où nous nous plaçons. Chaque niveau est doublement défini : d’abord, par les présuppositions qui lui appartiennent et, ensuite, par les présupposés des autres niveaux, auxquels il est lié et qu’il remet en question. Dans notre vie quotidienne, qui sert de référence à tous les autres niveaux, nous trouvons le monde social déjà fait et organisé autour de nous. Dans la mesure où nous y agissons, nous ne l’interrogeons pas: c'est là l'attitude naturelle. »

Selon Schütz, les expériences sociales sont celles où les gens ont l'impression que le monde (social) auquel ils se sentent appartenir « va de soi ». Ce sont des représentations qui ont résisté à l’épreuve du temps, des opinions, de croyances ou des hypothèses au sujet du monde qui sont partagées au sein d'un groupe social donné. Ces perceptions partagées, fondées sur des expériences de vécu quotidien, apparaissent comme données, c'est-à-dire allant de soi et confirmées. Elles renvoient à un ensemble d’expériences et de sens similaires rendant compréhensible le monde.
Cependant, il existe aussi, selon Schütz, les expériences individuelles qui sont uniques à chaque personne et qui peuvent les éloigner plus ou moins des autres, par le décalage de sens qu'elles produisent.

## Philosophie
L'expérience est un concept fondamental de la philosophie. Plusieurs écoles de pensée se sont opposées sur les questions de l'acquisition de connaissances par le biais de l'expérience. La plupart des courants philosophiques européens manifestent de la défiance à l'égard de l'expérience, forme première de la formation des concepts, qu'ils opposent à la raison raisonnante qui seule peut soutenir une « connaissance claire et distincte ». L'expérience produit l'opinion, sujette à l'erreur, et productrice de passions. Le pragmatisme, au contraire, estime que la connaissance claire se forme dans une série d'expériences, qui associent la perception, la réflexion et l'action.

## Science

### Méthode scientifique
Dans les disciplines scientifiques, les expériences sont qualifiées de scientifiques parce qu'elles sont conduites en respectant des protocoles aussi rigoureux que possible, concernant aussi bien la planification et la mise en œuvre concrète de la situation expérimentale, que le recueil des données (souvent au moyen d'instruments de mesure) ou l'interprétation théorique qui en est faite.
D'un point de vue théorique, une expérience est un engagement dans une situation de mise à l'épreuve d'un élément d'ordre spéculatif, souvent appelé hypothèse lorsqu'il s'inscrit dans un système logique ou un paradigme scientifique.
En raison de cet élément spéculatif, l'expérience comporte de manière intrinsèque un poids d'indétermination (incertitude) plus important que les autres types d'initiatives (actions, activités, projets, programmes, etc.) qui visent un but en réduisant au minimum les paramètres incertains. Il n'y a cependant pas de frontière nette, et toute initiative peut être au moins rétrospectivement appréhendée comme une expérience didactique, formatrice, capitalisable en elle-même.
Il y a deux catégories d'expériences, l'observation et l'expérimentation.

### Expérience scientifique

#### Structure théorique d'une expérience
La conduite d'une expérience mène à deux types de bénéfice :
- le bénéfice pour l'expérimentateur en matière d'informations nouvelles relatives l'objet central de l'expérience, surtout si elle a été pertinente ;
- dans tous les cas, un enseignement sur les causes de l'éventuel échec, enseignement qui sera réinvesti dans la définition d'une expérience plus adéquate.

D'un point de vue très général, l'expérience isolée comporte sommairement trois phases : la préparation, l'expérimentation, l'évaluation.
Une expérience globale composée d'expériences partiellement individualisables comporte les trois mêmes pôles. Cependant si dans l'expérience isolée les trois phases constituent autant d'étapes réglées chronologiquement, dans l'expérience globale, il s'agit de trois registres qui interagissent en permanence. Ainsi :
- l'évaluation est plus ou moins associée aux paramètres pris en compte dans la préparation, par exemple, les résultats questionnent la méthode d'échantillonnage ;
- l'expérimentation peut être répétée, en fonction des deux autres phases.

La préparation se réalise autour d'une double intention : la réussite de la tenue de l'expérience, c'est-à-dire la conduite jusqu'à son terme ; la pertinence ou succès de l'expérience, c'est-à-dire l'accès à un résultat positif, à l'égard de l'objectif initial.
Chacune des intentions motivant et organisant l'expérience trouve ses limites dans au moins une forme d'incertitude : l'incertitude de base portant sur la réalisation de l'expérience est rejointe par autant d'incertitudes qu'il y a de choix possibles pour les conditions initiales.
La préparation est donc basée sur des perspectives et opérations d'anticipation, supputations de l'expérience qui peuvent en réduire l'incertitude. La préparation aboutit ainsi à la réunion des facteurs d'efficacité, voire d'efficience.
Dans l'expérience globale, chaque phase ne résultant pas simplement de la précédente, les liens entre les conditions initiales et les résultats sont affectés par une complexité qui apporte une nouvelle charge d'incertitude.
L'évaluation se réfère à des critères qui auront été explicités en association avec la détermination des facteurs d'efficacité.

#### L'expérience qualitative préalable
Wolfgang Köhler constate que « Les physiciens ont mis des siècles à remplacer graduellement des observations directes et surtout qualitatives par d'autres, indirectes, mais très précises », constate Wolfgang Köhler, qui cite souvent l'exemple du savant faisant une observation qualitative singulière avant que ses hypothèses servent de fondement à une méthode d'évaluation quantitative du phénomène. Ces méthodes se concrétisent souvent en conception d'instruments de mesure toujours plus perfectionnés. L'exemple type est celui de Galilée, qui découvre le mouvement des planètes par l'observation avec une lunette astronomique qu'il a mis au point lui-même, pas à pas.
Köhler généralise ce constat historique en posant que toute nouvelle science se développe par le passage progressif des expériences directes et qualitatives aux expériences indirectes et quantitatives. C'est une caractéristique majeure des sciences exactes. Il insiste sur la nécessaire accumulation préalable des expériences essentiellement qualitatives, conditions indispensables des investigations quantitatives ultérieures.
C'est le défi qu'il propose à son époque à la psychologie qu'il considère comme une jeune science. Il invite ainsi à résister à l'imitation de la physique ; à ne pas plaquer les méthodes d'une science mûre sur les tâtonnements de celle qui se cherche et donc à favoriser avant tout la croissance des expérimentations préalables indispensables aux futures expériences quantitatives.
Reconnaissant la complexité de l'objet de la psychologie comparée aux simplifications que la physique autorise, il assure après avoir évoqué la question des tests qu'« on ne saurait assez souligner l'importance de l'information qualitative comme complément nécessaire du travail quantitatif ».